# Gira 50 Aniversario
Gira 50 Aniversario es la actual gira de conciertos de la tonadillera sevillana Isabel Pantoja, prevista como celebración por el cumplimiento de 50 años de carrera sobre los escenarios.
Una de las novedades de esta gira con respecto a otras, es que Isabel Pantoja invitó a compartir escenario con ella a diferentes cantantes como Shaila Dúrcal, Naiara Moreno y Ana Guerra, entre otras.
La Gira cuenta con la dirección musical de Julio Awad

## Fechas
| Primera etapa: España    |                   |        |                            |        |
| 26 de agosto de 2023     | Las Palmas        | España | Gran Canaria Arena         | 6 500  |
| 23 de septiembre de 2023 | Sevilla           | España | Estadio de La Cartuja      | 8 300  |
| 30 de diciembre de 2023  | Barcelona         | España | Palau Sant Jordi           | 13 500 |
| 13 de enero de 2024      | Bilbao            | España | Bilbao Arena Miribilla     | 6 000  |
| 13 de abril de 2024      | Madrid            | España | WiZink Center              |        |
| 25 de mayo de 2024       | Zaragoza          | España | Pabellón Príncipe Felipe   |        |
| 1 de junio de 2024       | Mérida            | España | Teatro Romano de Mérida    |        |
| 8 de junio de 2024       | Almería           | España | Plaza de Toros de Almería  |        |
| 22 de junio de 2024      | Illescas          | España | Plaza de Toros-Escénico    |        |
| 3 de agosto de 2024      | Castellón         | España | Real Club Náutico          |        |
| 14 de agosto de 2024     | San Pedro         | España | Nuevo Recinto Ferial       |        |
| 23 de agosto de 2024     | Albacete          | España | Plaza de Toros de Albacete |        |
| 7 de septiembre de 2024  | Valencia          | España | Plaza de Toros de València |        |
| 21 de septiembre de 2024 | Santa Cruz        | España | Recinto Ferial de Tenerife | 7 500  |
| 27 de septiembre de 2024 | Alcalá de Henares | España |                            |        |
| 30 de noviembre de 2024  | Tarragona         | España | Tarraco Arena Plaza        |        |